# Tussmötet
För ett tidigare torp i nuvarande Stureby i Stockholms kommun, se Tussmötetorpet
Tussmötet är ett naturreservat i Gnesta kommun i Södermanlands län.
Området är naturskyddat sedan 2009 och är 61 hektar stort. Reservatet består av gammal talldominerad barrskog med naturskogskaraktär. Här finns även blandskog och flera partier med sumpskog.